# Wiltrud Drexel
Wiltrud Drexel (* 16. August 1950 in Feldkirch) ist eine ehemalige österreichische Skirennläuferin. Sie gewann die Bronzemedaille im Riesenslalom bei den Olympischen Winterspielen 1972 und die Bronzemedaille in der Abfahrt bei den Weltmeisterschaften 1974. Im Weltcup gelangen ihr fünf Abfahrtssiege und weitere 22 Podestplätze. In der Saison 1968/69 entschied sie den Abfahrtsweltcup für sich. Zudem wurde sie viermal Österreichische Meisterin.

## Karriere
Drexel entschied sich im Alter von zwölf Jahren zu einer Karriere als Skirennläuferin. 1968 gab sie ihr Debüt im Weltcup und gewann am 17. Jänner mit Platz zehn in der Abfahrt von Bad Gastein ihre ersten Weltcuppunkte. Bereits in der Saison 1968/69 zählte die damals 18-Jährige zur absoluten Weltspitze. Sie feierte zwei Siege in den Abfahrten des SDS-Rennens in Grindelwald und des Goldschlüsselrennens in Schruns und sicherte sich mit einem weiteren Podestplatz in St. Anton den Gewinn des Abfahrtsweltcups. Auch im Riesenslalom gelang ihr ein dritter Platz und sie erreichte mit nur einem Punkt Rückstand auf die zweitplatzierte Florence Steurer den dritten Platz im Gesamtweltcup.
In der Saison 1969/70 erzielte Drexel einen vierten Rang in der Abfahrt von Grindelwald und den zweiten Platz in Garmisch-Partenkirchen. In der Abfahrt der Weltmeisterschaften 1970 in Gröden kam die Medaillenanwärterin jedoch nicht ins Ziel, weil sich schon kurz nach dem Start eine Skibindung öffnete. Im Slalom schied sie ebenfalls aus. Am Ende des Winters erreichte sie noch einen zweiten Platz im Riesenslalom von Voss, fiel aber mit insgesamt nur drei Top-10-Ergebnissen auf den 15. Rang im Gesamtweltcup zurück. 1970 wurde sie zum ersten Mal Österreichische Meisterin in der Abfahrt. In der Saison 1970/71 gelangen ihr wieder deutlich mehr Spitzenresultate. Sie fuhr insgesamt zwölfmal unter die besten zehn und stand in Abfahrt und Slalom sechsmal auf dem Podest. Den einzigen Weltcupsieg dieses Winters feierte sie am 28. Jänner 1971 in der Abfahrt von Pra-Loup. Damit wurde sie Vierte im Gesamtweltcup und Zweite im Abfahrtsweltcup. Im Slalomweltcup erreichte sie mit Platz sieben ihre beste Platzierung, in den folgenden Jahren gewann sie in dieser Disziplin nur noch wenige Weltcuppunkte.
Zu Beginn der Saison 1971/72 erzielte Drexel nach mehreren Top-10-Ergebnissen den zweiten Platz in der Abfahrt von Bad Gastein. Bei den Olympischen Winterspielen 1972 in Sapporo kam sie allerdings in ihrer stärksten Disziplin nicht zum Einsatz, doch sie gewann eher überraschend die Bronzemedaille im Riesenslalom, die zugleich als Weltmeisterschaftsmedaille zählte, hinter der Schweizerin Marie-Theres Nadig und der Österreicherin Annemarie Pröll. Im olympischen Slalom fiel sie im ersten Durchgang aus. Nach den Spielen gelang ihr auch im Weltcup erstmals seit drei Jahren wieder ein Podestplatz im Riesenslalom und sie erzielte einen Sieg und einen zweiten Platz in den beiden Abfahrten von Chamonix, womit sie wie im Vorjahr Zweite des Abfahrtsweltcups und Siebente im Gesamtweltcup wurde. Auch in der Saison 1972/73 erzielte Drexel den zweiten Platz im Abfahrtsweltcup – zum dritten Mal in Folge hinter ihrer Teamkollegin Annemarie Pröll. Drexel blieb zwar ohne Sieg, erreichte aber drei zweite Plätze in den Abfahrten von Grindelwald, Chamonix und Schruns sowie Rang drei in St. Moritz und Platz vier in Val-d’Isère. Mit weiteren Top-10-Ergebnissen im Slalom und im Riesenslalom wurde sie im Gesamtweltcup Sechste.
Zwei zweite und zwei dritte Plätze in Weltcupabfahrten erreichte Drexel in der Saison 1973/74, womit sie im Abfahrtsweltcup Dritte und im Gesamtweltcup Neunte wurde. Bei den Weltmeisterschaften 1974 in St. Moritz gewann sie hinter Annemarie Moser-Pröll und der Kanadierin Betsy Clifford die Bronzemedaille in der Abfahrt. Zudem wurde sie Österreichische Meisterin in der Abfahrt und im Slalom. Zum Auftakt der Saison 1974/75 feierte Drexel in der Abfahrt des Kriteriums des ersten Schnees in Val-d’Isère ihren fünften und letzten Weltcupsieg. Zwei dritte Plätze gelangen ihr in der Abfahrt von Cortina d’Ampezzo und in der Kombination von Schruns. Bereits 1971 und 1973 hatte sie die Kombination des Goldschlüsselrennens in Schruns gewonnen, diese zählten damals aber nicht zum Weltcup. Im Abfahrtsweltcup wurde sie Fünfte, im Gesamtweltcup Elfte.
In der Saison 1975/76 gelang Drexel kein Podestplatz mehr. Von fünf Top-10-Ergebnissen war der vierte Platz in der Abfahrt von Cortina d’Ampezzo ihr bestes Weltcupresultat. An den Olympischen Winterspielen 1976 in Innsbruck konnte sie nicht teilnehmen, weil sie in der mannschaftsinternen Qualifikation gegen Elfi Deufl unterlegen war. Nach diesem Winter, in dem sie zum dritten Mal Österreichische Abfahrtsmeisterin geworden war, beendete Drexel ihre Karriere. Heute lebt sie in Warth in Vorarlberg und führt dort eine Fremdenpension.

## Sportliche Erfolge

### Olympische Winterspiele
- Sapporo 1972: 3. Riesenslalom

### Weltmeisterschaften
- Sapporo 1972: 3. Riesenslalom
- St. Moritz 1974: 3. Abfahrt

### Weltcupwertungen
Wiltrud Drexel gewann einmal die Disziplinenwertung in der Abfahrt.
| Saison  | Gesamt | Gesamt | Abfahrt | Abfahrt | Riesenslalom | Riesenslalom | Slalom | Slalom | Kombination | Kombination |
| Saison  | Platz  | Punkte | Platz   | Punkte  | Platz        | Punkte       | Platz  | Punkte | Platz       | Punkte      |
| ------- | ------ | ------ | ------- | ------- | ------------ | ------------ | ------ | ------ | ----------- | ----------- |
| 1968    | 36.    | 6      | 22.     | 5       | 21.          | 1            | –      | –      | –           | –           |
| 1968/69 | 3.     | 111    | 1.      | 65      | 7.           | 34           | 13.    | 12     | –           | –           |
| 1969/70 | 15.    | 51     | 6.      | 31      | 13.          | 20           | –      | –      | –           | –           |
| 1970/71 | 4.     | 124    | 2.      | 60      | 13.          | 19           | 7.     | 45     | –           | –           |
| 1971/72 | 7.     | 102    | 2.      | 76      | 11.          | 22           | 21.    | 4      | –           | –           |
| 1972/73 | 6.     | 106    | 2.      | 86      | 13.          | 16           | 20.    | 4      | –           | –           |
| 1973/74 | 9.     | 72     | 3.      | 70      | –            | –            | 24.    | 2      | –           | –           |
| 1974/75 | 11.    | 82     | 5.      | 58      | 20.          | 4            | 21.    | 6      | –           | –           |
| 1975/76 | 20.    | 31     | 12.     | 23      | –            | –            | –      | –      | 11.         | 8           |

#### Weltcupsiege
Drexel errang insgesamt 27 Podestplätze, davon 5 Siege:
| Datum            | Ort              | Land       | Disziplin |
| ---------------- | ---------------- | ---------- | --------- |
| 10. Jänner 1969  | Grindelwald      | Schweiz    | Abfahrt   |
| 15. Jänner 1969  | Schruns          | Österreich | Abfahrt   |
| 28. Jänner 1971  | Pra-Loup         | Frankreich | Abfahrt   |
| 26. Februar 1972 | Crystal Mountain | USA        | Abfahrt   |
| 4. Dezember 1974 | Val-d’Isère      | Frankreich | Abfahrt   |

### Österreichische Meisterschaften
- österreichische Meisterin in der Abfahrt 1970, 1974 und 1976 und im Slalom 1974

### Weitere Erfolge
- Sieg der Kombinationswertung des Kriteriums des ersten Schnees in Val-d’Isère am 19. Dezember 1971[1]

## Auszeichnungen (Auszug)
- 1996: Goldenes Verdienstzeichen der Republik Österreich[2]